# William Patrick Anderson
William Patrick Anderson est né en 1851 à Lévis au Québec et décédé le 1er février 1927 à Ottawa. Il a exercé la profession d'ingénieur civil pour le ministère de la Marine et des Pêcheries du Canada pendant plus de 40 ans. Il a été surintendant de la Commission des phares dès sa création en 1904 et responsable, à ce poste, de la construction d'un nombre important de phares construits au Canada au début du XXe siècle.

## Naissance et formation
Né le 4 septembre 1851 à Lévis au Québec, il fait ses études supérieures à l'université Bishop's. L'année suivante, il effectue une année supplémentaire d'étude au Collège du Manitoba. Il débute ensuite sa carrière comme surveillant des chemins de fer.

## Carrière au ministère de la Marine et des Pêcheries du Canada
En 1874 il entame une carrière au ministère de la Marine et des Pêcheries du Canada comme assistant-ingénieur en particulier comme dessinateur technique pour les plans de phare. Il occupe des postes de plus en plus importants au sein du ministère et en 1880 selon certaines sources, ou en 1891 selon d'autres, Anderson est nommé au nouveau poste de chef-ingénieur du ministère de la Marine et des Pêcheries.
En 1904, le gouvernement canadien crée la Commission des phares, qui relève du ministère de la Marine et des Pêcheries, et nomme Anderson à la tête du nouvel organisme. Le mandat de la Commission est de répondre aux pressions des armateurs qui demandent l'amélioration des infrastructures d'aide à la navigation le long des côtes canadiennes. Anderson est convaincu que le béton armé représente le meilleur choix de matériau pour la construction des nouveaux phares du début du XXe siècle, des « tours hautes et solides », car il a une grande capacité portante, une grande résistance au feu et son coût en fait le choix le plus économique. L'année suivante, la Commission des phares embauche l'ingénieur français Henri de Miffonis, dont les connaissances en mathématiques et en mécanique sont reconnues, ce qui rassure la Commission que la construction des nouveaux phares en béton armé sera effectuée au mieux. Entre 1906 et 1908, les cinq premiers phares canadiens en béton armé sont construits par la Steel Concret Co Ltd. de Montréal.
Pendant sa carrière, Anderson a supervisé ou participé à la construction de plus de 500 phares et une cinquantaine de bâtiment de criard à brume. Parmi les réalisations les plus importantes de sa carrière on peut mentionner ceux du phare de Colchester situé sur un récif du lac Érié en 1885, la construction de la station de corne de brume de première ordre de Belle Isle au Labrador. Il participe aussi à la réalisation de neuf phares à arc-boutant, soit les phares de Pointe-au-Père, de l'escarpement Bagot, d'Estevan Point, de l'île Michipicoten, de l'île Caribou, de Belle-Isle, du Cap Bauld, du Cap Norman et du Cap Anguille.
Anderson était aussi très intéressé par les activités militaires. Il se joint à la milice canadienne en 1864 et participe aux combats liés aux raids féniens entre 1866 et 1871. Par la suite, il est nommé commandant du  régiment de milice du « Ottawa and Carleton Rifles regiment ». En 1913, il reçoit l'Ordre de Saint-Michel et Saint-George.
Il prend sa retraite du ministère de la Marine et des Pêcheries en 1919, mais le  ralentissement économique lié à la Première Guerre mondiale fait en sorte que peu de nouveaux phares sont construits par la suite. Le colonel Anderson est décédé à son domicile d'Ottawa le 1er février 1927, laissant dans le deuil sa conjointe et ses quatre fils. il a été inhumé au cimetière Beechwood d'Ottawa.